# Sayda
Sayda település Németországban, azon belül Szászország tartományban. Lakosainak száma 1702 fő (2023. december 31.).

## Népesség
A település népességének változása:
| Lakosok száma | 1813 | 1777 | 1690 | 1697 | 1702 |
|               | 2017 | 2019 | 2021 | 2022 | 2023 |